# Jonathan Palma
Jonathan Palma (né le 8 décembre 1981) est un athlète vénézuélien spécialiste du 400 m.
Il détient le record national en 45 s 55 obtenu à Ambato en 2001.